# کتی بالد
کتی بالد (به انگلیسی: Kathy Bald) (زادهٔ ۱۹ دسامبر ۱۹۶۳) شناگر اهل کانادا است.